# Fada Archei
Koordinaten: 17° 0′ N, 22° 24′ O
Das Naturschutzgebiet Fada Archei liegt im Nordosten des Tschad, in der Region Ennedi südlich der Stadt Fada.
Es wurde 1967 eingerichtet und umfasst eine Fläche von 2110 km² im westlichen Teil des Ennedi-Massivs.
Das Terrain des Naturschutzgebiets umfasst im westlichen Teil ebene Flächen, die von der halbwüstenartigen Vegetation der Süd-Sahara-Gras- und Strauchsavanne bedeckt wird. Der östliche Teil liegt in der Sandsteinwüste des Ennedi mit seinen tief in das Gestein erodierten Schluchten. In diesen befinden sich sechs Seen, die durch Quellen aus dem Nubischer-Sandstein-Aquifer gespeist werden. Die tägliche Wasserabgabe aus dem Grundwasserspeicher liegt bei ca. 600 bis 700 m³ pro Tag, so dass sich um die Seen Galeriewälder entwickeln können. Diese bestehen aus Duftender Akazie (Acacia nilotica), Seyal-Akazie (Acacia seyal), Adina microcephala, Wüstendattel (Balanites aegyptiaca), Weisstamm (Boscia angustifolia), Ficus spp. und Vitex doniana.
An großen Säugetieren kommen in der Gegend des Naturschutzgebiets der Löwe (Panthera leo), der Gepard (Acinonyx jubatus), die Mendesantilope (Addax nasomaculatus), der Mähnenspringer (Ammotragus lervia) und die Dorkasgazelle (Gazella dorcas) vor. Die Größe der Bestände ist jedoch ungewiss, da seit den 1970er Jahren keine Zählungen mehr unternommen wurden.
Die Avifauna ist naturgemäß reichhaltiger; so wurden 1997 unter anderem Bestände des Fleckenflughuhns (Pterocles coronatus), des Streifenflughuhns (Pterocles lichtensteinii), des Wüstenuhus (Bubo ascalaphus) und des Langschwanz-Glanzstars (Lamprotornis pulcher) registriert.